# الکساندرا گامر
الکساندرا گامر (انگلیسی: Alexandra Gummer؛ زادهٔ ۱۰ سپتامبر ۱۹۹۲) بازیکن فوتبال اهل استرالیا است.